# Non è la Rai (compilation)
Non è la Rai è la prima compilation di brani, prevalentemente cover, interpretati nell'omonimo programma televisivo dalle ragazze protagoniste.

## L'album
Uscita nel febbraio 1993, la compilation ha avuto un successo tale da riuscire a raggiungere la seconda posizione degli album più venduti in Italia alla terza settimana di vendita, vendendo circa 120 000 copie.
Contiene venti brani (inclusa anche la sigla storica del programma) interpretati principalmente da vocalist (Alessia Marinangeli, Antonella Tersigni, Stefania Del Prete, Beatrice Magnanensi e Letizia Mezzanotte) che prestavano la loro voce alle giovani protagoniste delle trasmissione. Le ragazze che hanno invece potuto incidere con la propria voce almeno un brano su questo disco sono Sabrina Marinangeli, Francesca Gollini, Laura Migliacci, Roberta Carrano, Virginia Presciutti e Francesca Pettinelli.
Nella compilation sono stati pubblicati alcuni brani inediti, come Ailovù, Noioso, Tutta tua, Tu e mu, Uno più bello, nonché la prima sigla del programma Non è la Rai. È inclusa anche una versione di Rosso, canzone originariamente di Raffaella Carrà ma portata al successo da Francesca Gollini e rieseguita da Mina nel 1995 e inserita nell'album Canarino mannaro. È stata ricordata dal programma televisivo Le Iene nel 2007 per un presunto caso di plagio rispetto alla canzone Amore e mistero, primo singolo di Federico Angelucci, vincitore di un'edizione di Amici di Maria De Filippi.

## Tracce e interpreti
1. Le ragazze di Non è la Rai - Non è la Rai - 2:37 (C. Minellono, G. Boncompagni)
2. Sabrina Marinangeli - La pelle nera - 3:19 (N. Ferrer)
3. Francesca Gollini - Ailoviù - 3:00 (G. Boncompagni, Della Rosa, F. Bracardi)
4. Roberta Modigliani - Pedro - 3:00 (cantante: Alessia Marinangeli) (G. Boncompagni, F. Bracardi, P. Ormi)
5. Cristina Quaranta - Noioso - 2:04 (cantante: Antonella Tersigni) (B. Morini, S. Magnanensi)
6. Roberta Carrano - Crocodile Rock - 3:42 (John, Taupin)
7. Laura Migliacci e Roberta Carrano - Tutta tua - 3:24 (F.Migliacci Junior, L. Migliacci, E. Fratini)
8. Roberta Modigliani - Accidenti a quella sera - 3:50 (cantante: Alessia Marinangeli) (Boncompagni)
9. Francesca Gollini - Tele telefonarti - 2:45 (Boncompagni, Magalli, Vaona)
10. Miriana Trevisan - Ti pretendo - 3:00 (cantante: Stefania Del Prete) (Bigazzi, Riefoli)
11. Francesca Gollini - Rosso - 3:20 (Boncompagni, Magalli, Bracardi)
12. Barbara Lelli e Letizia Catinari - Shame, Shame, Shame - 2:15 (cantante: Beatrice Magnanensi e Letizia Mezzanotte) (S.Robinson)
13. Ilaria Galassi - Dolce di giorno - 2:30 (cantante: Antonella Tersigni) (Mogol, Battisti)
14. Laura Migliacci, Monia Arizzi e Arianna Becchetti - 3:41 America (cantante: Antonella Tersigni, Letizia Mezzanotte e Alessia Marinangeli) (Boncompagni, Bracardi)
15. Roberta Modigliani - Luca - 3:38 (cantante: Alessia Marinangeli) (Boncompagni, P. Ormi, G. Boncompagni)
16. Laura Migliacci e Roberta Carrano - 3:35 Tu e Mu (F.Migliacci Junior, L. Migliacci, R. Zappalorto, S. Acqua, E. Migliacci)
17. Roberta Carrano - 2:15 Let's Have a Party (S.Robinson)
18. Ilaria Galassi - Non è Francesco - 2:17 (cantante: Antonella Tersigni) (Mogol, Battisti)
19. Virginia Presciutti e Francesca Pettinelli - 2:55 Uno più bello (B. Morini, S. Magnanensi)
20. Ambra Angiolini - Io ho in mente te - 2:42 (cantante: Antonella Tersigni) (Fricker, Mogol)

## Classifiche
| Classifica (1993)                     | Posizione |
| ------------------------------------- | --------- |
| Classifica degli album italiana       | 2         |
| Classifica di fine anno italiana 1994 | 38        |